# Nati nel 1908/Maggio
| Questa pagina contiene informazioni ricavate automaticamente dalle voci biografiche con l'ausilio del template Bio e di un bot. L'aggiornamento è periodico e automatico e ricostruisce completamente la pagina. Se manca una persona in questa lista, sei pregato di non aggiungerla, ma accertati piuttosto che la sua voce biografica contenga il template Bio e che i dati anagrafici siano correttamente compilati. Se il template Bio manca, inseriscilo tu stesso o, in alternativa, metti l'avviso {{tmp\|Bio}} che ne segnala la mancanza. Se i dati riportati sono sbagliati, correggi direttamente la voce biografica; le modifiche saranno visibili in questa lista entro pochi giorni. Per chiarimenti vedi il progetto biografie. La lista contiene solo le 137 persone che sono citate nell'enciclopedia e per le quali è stato implementato correttamente il template Bio. Pagina aggiornata al 10 ago 2025. |

- 1º maggio - Henry Duey, sollevatore statunitense († 1993)
- 1º maggio - Giovannino Guareschi, scrittore e giornalista italiano († 1968)
- 1º maggio - Morris Kline, matematico statunitense († 1992)
- 1º maggio - Krystyna Skarbek, agente segreta polacca († 1952)
- 1º maggio - Niccolò Tucci, scrittore e giornalista italiano († 1999)
- 2 maggio - William Bakewell, attore statunitense († 1993)
- 2 maggio - Etienne-Auguste-Germain Loosdregt, vescovo cattolico e missionario francese († 1980)
- 2 maggio - Dave Neville, hockeista su ghiaccio canadese († 1991)
- 2 maggio - Ottavio Prosciutti, filologo classico italiano († 1982)
- 3 maggio - Jo Bouillon, compositore, direttore d'orchestra e violinista francese († 1984)
- 3 maggio - Amerigo Cacioni, ciclista su strada italiano († 2005)
- 3 maggio - Jack Zander, animatore e regista statunitense († 2007)
- 3 maggio - Virgilio Zuffi, ciclista su strada italiano († 1998)
- 4 maggio - Raoul Maria De Angelis, scrittore, giornalista e pittore italiano († 1990)
- 4 maggio - Wolrad Eberle, multiplista tedesco († 1949)
- 4 maggio - Luigi Longanesi Cattani, militare italiano († 1991)
- 5 maggio - Kurt Böhme, basso tedesco († 1989)
- 5 maggio - Robert Foulk, attore statunitense († 1989)
- 5 maggio - Jacques Massu, generale francese († 2002)
- 5 maggio - Guido Nobili, ufficiale e aviatore italiano († 1943)
- 5 maggio - Gamar Salamzadeh, regista e sceneggiatrice sovietica († 1994)
- 6 maggio - Necil Kazım Akses, musicista turco († 1999)
- 6 maggio - Lucien Ballard, direttore della fotografia statunitense († 1988)
- 6 maggio - Roberto Echevarría, calciatore spagnolo († 1981)
- 7 maggio - Paola Consolo, pittrice italiana († 1933)
- 7 maggio - Jean-Pierre Frisch, calciatore lussemburghese († 1995)
- 7 maggio - Max Grundig, imprenditore tedesco († 1989)
- 7 maggio - Leo Sternbach, farmacista e chimico statunitense († 2005)
- 8 maggio - Hertha Thiele, attrice tedesca († 1984)
- 8 maggio - Arturo de Córdova, attore messicano († 1973)
- 9 maggio - August-Martin Euler, politico tedesco († 1966)
- 9 maggio - Augusto Masetto, calciatore italiano († 1980)
- 9 maggio - Julius Muthig, medico tedesco († 1989)
- 9 maggio - Nancy Newhall, scrittrice statunitense († 1974)
- 9 maggio - Giuseppe Palomba, economista italiano († 1986)
- 9 maggio - Carlo Romano, attore, doppiatore e sceneggiatore italiano († 1975)
- 9 maggio - Lino Ziller, politico e partigiano italiano († 1975)
- 10 maggio - Geoffrey Barraclough, storico britannico († 1984)
- 10 maggio - Eraldo Bedendo, calciatore e allenatore di calcio italiano († 1997)
- 10 maggio - Neva Carr Glyn, attrice australiana († 1975)
- 10 maggio - Johannes Hentschel, operaio tedesco († 1982)
- 10 maggio - Arturo Tofanelli, scrittore, giornalista e traduttore italiano († 1994)
- 11 maggio - Franco Berardelli, poeta italiano († 1932)
- 11 maggio - Betty Boyd, attrice statunitense († 1971)
- 11 maggio - Mario Brini, arcivescovo cattolico italiano († 1995)
- 11 maggio - John Newbold Happy Camp, politico statunitense († 1987)
- 11 maggio - Gian Carlo Dal Verme, dirigente sportivo e scacchista italiano († 1985)
- 11 maggio - Ludovico Geymonat, filosofo, matematico e storico della filosofia italiano († 1991)
- 11 maggio - Denys Page, filologo classico britannico († 1978)
- 11 maggio - Gino Sassetti, calciatore italiano († 1994)
- 11 maggio - Bata, calciatore spagnolo († 1986)
- 12 maggio - Antonio Amorth, giurista italiano († 1986)
- 12 maggio - Ferdinando D'Ambrosio, politico italiano († 1996)
- 12 maggio - Nicholas Kaldor, economista ungherese († 1986)
- 12 maggio - Alejandro Scopelli, allenatore di calcio e calciatore argentino († 1987)
- 13 maggio - Dominic Tang Yee-ming, arcivescovo cattolico cinese († 1995)
- 14 maggio - James B. Clark, regista e montatore statunitense († 2000)
- 14 maggio - Amy Jagger, ginnasta britannica († 1993)
- 15 maggio - Attilio Castrogiovanni, politico e avvocato italiano († 1978)
- 15 maggio - Emil Joseph Diemer, scacchista e giornalista tedesco († 1990)
- 15 maggio - Joe Grant, sceneggiatore e character designer statunitense († 2005)
- 15 maggio - Sylvio Hoffmann, calciatore brasiliano († 1991)
- 16 maggio - Anne Bonnet, pittrice belga († 1960)
- 16 maggio - Stefano Gallio, calciatore italiano
- 16 maggio - Ana Carmona Ruíz, calciatrice spagnola († 1940)
- 17 maggio - Richard Eugene Cheney, compositore di scacchi statunitense († 1967)
- 17 maggio - Margot Dreschel, militare tedesca († 1945)
- 17 maggio - Antonio Pesenti, ciclista su strada italiano († 1968)
- 17 maggio - Frederic Prokosch, scrittore e traduttore statunitense († 1989)
- 17 maggio - Ralph Wright, sceneggiatore statunitense († 1983)
- 18 maggio - Raffaello Consortini, scultore italiano († 2000)
- 18 maggio - Lya Lys, attrice tedesca († 1986)
- 18 maggio - Massimo V Hakim, patriarca cattolico egiziano († 2001)
- 18 maggio - Manlio Resta, economista italiano († 1983)
- 18 maggio - Carlo Ruggiero, politico italiano († 1976)
- 18 maggio - Mameli Viani, calciatore e allenatore di calcio italiano
- 19 maggio - Yvette Cauchois, fisica e chimica francese († 1999)
- 19 maggio - Þórður Guðmundsson, pallanuotista islandese († 1988)
- 19 maggio - Audrey Hylton-Foster, politica britannica († 2002)
- 19 maggio - Virgilio Tramontin, incisore e pittore italiano († 2002)
- 19 maggio - Percy Williams, velocista canadese († 1982)
- 20 maggio - Giacomo Corona, politico italiano († 1979)
- 20 maggio - Maria Cumani Quasimodo, attrice, danzatrice e poetessa italiana († 1995)
- 20 maggio - Bernard Glemser, scrittore britannico († 1990)
- 20 maggio - Ján Jamnický, attore, regista teatrale e sceneggiatore slovacco († 1972)
- 20 maggio - Paola Masino, scrittrice, traduttrice e librettista italiana († 1989)
- 20 maggio - Maria Adriana Prolo, storica del cinema italiana († 1991)
- 20 maggio - Mario Ricci, partigiano e politico italiano († 1989)
- 20 maggio - Erwin Stalder, calciatore svizzero († 1959)
- 20 maggio - James Stewart, attore statunitense († 1997)
- 21 maggio - Mina d'Albore, soprano italiano († 1996)
- 22 maggio - Gustav Jaenecke, hockeista su ghiaccio e tennista tedesco († 1985)
- 23 maggio - Max Abramovitz, architetto statunitense († 2004)
- 23 maggio - John Bardeen, fisico e ingegnere elettrotecnico statunitense († 1991)
- 23 maggio - Hélène Boucher, aviatrice francese († 1934)
- 23 maggio - Tomiko Itooka, supercentenaria giapponese († 2024)
- 23 maggio - Raymond Legrand, compositore e direttore d'orchestra francese († 1974)
- 23 maggio - Pablo Pacheco, calciatore peruviano († 1982)
- 23 maggio - Corneliu Robe, calciatore rumeno († 1969)
- 23 maggio - Annemarie Schwarzenbach, scrittrice, fotografa e giornalista svizzera († 1942)
- 23 maggio - Linda Watkins, attrice statunitense († 1976)
- 25 maggio - Barbara Luddy, doppiatrice e attrice statunitense († 1979)
- 25 maggio - Josef Medřický, pallanuotista cecoslovacco († 1982)
- 25 maggio - Theodore Roethke, poeta statunitense († 1963)
- 26 maggio - Aleksei Nikolaevič Arbuzov, drammaturgo russo († 1986)
- 26 maggio - Jean Bérard, storico e archeologo francese († 1957)
- 26 maggio - Otto Kurz, storico dell'arte austriaco († 1975)
- 26 maggio - Robert Morley, attore britannico († 1992)
- 26 maggio - Joseph Rodriguez, calciatore francese († 1985)
- 27 maggio - Agnellus Andrew, vescovo cattolico scozzese († 1987)
- 27 maggio - Gina Mattarolo, attrice italiana († 2000)
- 27 maggio - Frank S. Nugent, sceneggiatore, giornalista e critico cinematografico statunitense († 1965)
- 27 maggio - Alighiero Tondi, presbitero, pittore e politico italiano († 1984)
- 27 maggio - Fritz Witt, generale tedesco († 1944)
- 28 maggio - Ian Fleming, scrittore, giornalista e militare britannico († 1964)
- 28 maggio - Karl Jansen, sollevatore tedesco († 1961)
- 28 maggio - Ivan Maček, politico jugoslavo († 1993)
- 28 maggio - Luigi Veronesi, pittore, fotografo e regista italiano († 1998)
- 28 maggio - Egbert van Kampen, matematico olandese († 1942)
- 29 maggio - Franco Briolini, militare italiano († 1943)
- 29 maggio - Severino Caveri, politico italiano († 1977)
- 29 maggio - Antal Lyka, allenatore di calcio e calciatore ungherese († 1976)
- 29 maggio - George Nelson, designer, grafico e architetto statunitense († 1986)
- 29 maggio - Gino Rossi, pugile italiano († 1987)
- 29 maggio - Giuseppe Vignati, calciatore italiano
- 30 maggio - Hannes Alfvén, fisico svedese († 1995)
- 30 maggio - Mel Blanc, doppiatore, attore e comico statunitense († 1989)
- 30 maggio - André Cheuva, calciatore francese († 1989)
- 30 maggio - Louis Daquin, regista, sceneggiatore e attore francese († 1980)
- 30 maggio - Bernard Fitzalan-Howard, XVI duca di Norfolk, nobile e genealogista inglese († 1975)
- 30 maggio - Antonio Severi, calciatore italiano († 1992)
- 31 maggio - Don Ameche, attore statunitense († 1993)
- 31 maggio - Roberto Andreotti, storico italiano († 1989)
- 31 maggio - Vasco Artigiani, calciatore italiano
- 31 maggio - Edith Coates, mezzosoprano britannico († 1983)
- 31 maggio - Jan Borisovič Frid, regista cinematografico sovietico († 2003)
- 31 maggio - Nils Poppe, attore e comico svedese († 2000)